# Paul Hübner
Pour les articles homonymes, voir Hübner.
Paul Hübner (ingénieur allemand, 1881-1970) est le fondateur de la Ligue chrétienne espérantiste internationale (en espéranto : Kristana Esperantista Ligo Internacia ou KELI).
En février 1908, il commença à éditer à Mülheim am Rhein (aujourd'hui un quartier de Cologne) un petit journal intitulé Esperanto en la servo de la Dia Regno (L'espéranto au service du Règne de Dieu), qui paraît, sous le nom abrégé de Dia Regno (Le Règne de Dieu), jusqu'à aujourd'hui. En 1913, il fut élu président de la Ligue chrétienne espérantiste internationale (ce fut le premier).
Il édita son journal Dia Regno aussi de 1932 jusqu'en 1936, date à laquelle la situation politique en Allemagne l'obligea à arrêter ses activités. Après la Seconde Guerre mondiale, il continua ses activités au sein de KELI, mais avec moins d'ardeur que dans sa jeunesse.